# Lista celor mai scurte 10 pontificate
Următoarele sunt primele 10 pontificate scurte:
1. Papa Urban al VII-lea (15 septembrie - 27 septembrie 1590): 13 zile;
2. Papa Bonifaciu al VI-lea (aprilie 896): 16 zile;
3. Papa Celestin al IV-lea (25 octombrie - 10 noiembrie 1241): 17 zile;
4. Papa Sisiniu (15 ianuarie - 4 februarie 708): 21 zile;
5. Papa Teodor al II-lea (decembrie 897): 21 zile;
6. Papa Marcel al II-lea (10 aprilie - 1 mai 1555): 22 zile;
7. Papa Damasus al II-lea (17 iulie - 9 august 1048): 24 zile;
8. Papa Pius al III-lea (22 septembrie - 18 octombrie 1503): 27 zile;
9. Papa Leon al XI-lea (1 aprilie - 27 aprilie 1605): 27 zile;
10. Papa Benedict al V-lea (22 mai - 23 iunie 964): 33 zile

Pe locul al unsprezecilea se află Papa Ioan Paul I, papă de la 26 august la 28 septembrie 1978: a murit în a 33-a zi după alegerea sa, după ce a ocupat scaunul Sfântului Petru numai pentru 34 de zile.
Unii staticieni îl pun pe prima poziție pe Papa Ștefan al II-lea (23 martie - 26 martie 752), care a murit de apoplexie la numai trei zile după alegerea sa, mai înainte de începerea solemnă a pontificatului său (înainte de "consacrare"). Este exclus din lista oficială a papilor.
Între pontificatele scurte este trecut - și aceasta ca o curiozitate - pontificatul Papei Celestin al V-lea, Papa "marelui refuz" cum îl numește Dante în "Infern" (numai 100 de zile, după care a renunțat).